# Мензелинск
Мензелинск (рус. Мензелинск) град је у Русији у Татарстану.

## Становништво
| 1939.  | 1959.  | 1970.  | 1979.  | 1989.  | 2002.  | 2010.  |
| ------ | ------ | ------ | ------ | ------ | ------ | ------ |
| 10.900 | 11.810 | 15.868 | 16.683 | 15.223 | 16.730 | 16.476 |